# Soultz-Haut-Rhin

Soultz-Haut-Rhin este o comună în departamentul Haut-Rhin din estul Franței. În 2009 avea o populație de 7.311 de locuitori.

## Evoluția populației
| An        | 1975  | 1982  | 1990  | 1999  | 2006  | 2009  |
| --------- | ----- | ----- | ----- | ----- | ----- | ----- |
| Populație | 5.689 | 5.696 | 5.867 | 6.640 | 7.072 | 7.311 |